# Ljusdals IP
Ljusdals IP är en idrottsplats i Ljusdal i Sverige. På Ljusdals IP, som ägs av Ljusdals kommun, spelar Ljusdals BK sina hemmamatcher i bandy. World Cup i bandy, startad 1974, spelades tidigare på Ljusdals IP i slutet av oktober varje år.

### Fotnoter
1. ↑  Leif Sundell (29 april 2011). ”Adjöss till World Cup” (på svenska). Ljusdalsposten. https://www.ljusdalsposten.se/2011-04-29/adjoss-till-world-cup. Läst 16 oktober 2011.